# Charlotte Bruus Christensen
Charlotte Bruus Christensen (* 20. März 1978) ist eine dänische Kamerafrau.

## Leben
Charlotte Bruus Christensen wurde 1978 geboren. Bei dem Film The Englishman  von Ian Sellar aus dem Jahr 2007 fungierte sie erstmals als Kamerafrau bei einem Spielfilm.
Für ihre Kameraarbeit bei dem Filmdrama Die Jagd von Thomas Vinterberg aus dem Jahr 2012 wurde Christensen für eine Reihe von Filmpreisen nominiert und im Rahmen der Bodilverleihung 2014 als beste Kamerafrau ausgezeichnet. Zu ihren jüngsten Arbeiten zählen Girl on the Train und Fences aus dem Jahr 2016, Molly’s Game aus dem Jahr 2017 und  A Quiet Place aus dem Jahr 2018.

## Filmografie
- 2007: The Englishman
- 2010: Submarino
- 2012: Die Jagd (Jagten)
- 2015: Am grünen Rand der Welt (Far from the Madding Crowd)
- 2015: Life
- 2016: Girl on the Train
- 2016: Fences
- 2017: Molly’s Game – Alles auf eine Karte (Molly’s Game)
- 2018: A Quiet Place
- 2020: The Banker
- 2023: Sharper

## Auszeichnungen
Bodil
- 2014: Auszeichnung als Beste Kamerafrau (Die Jagd)[3]

Prix Vulcain de l’artiste technicien
- 2012: Auszeichnung für die Beste Kamera (Die Jagd)

Robert
- 2011: Nominierung für die Beste Kamera (Submarino)
- 2014: Nominierung als Kamerafrau des Jahres (Die Jagd)